# Homem-Púrpura
O Homem-Púrpura (Zebediah Kilgrave)  é um personagem fictício, um super-vilão que aparece nas histórias em quadrinho americanas publicadas pela Marvel Comics. Criado pelo escritor Stan Lee e o artista Joe Orlando, ele apareceu pela primeira vez em Daredevil #4 (Outubro de 1964). O seu corpo produz feromônios, que o permitem verbalmente controlar as ações de outros. Inicialmente, ele era um recorrente inimigo do Demolidor, na década de 2000, ele surgiu como o arqui-inimigo de Jessica Jones e o parceiro dela Luke Cage.
Uma versão do personagem chamado Kilgrave (Kevin Thompson) foi interpretado por David Tennant na 1ª temporada de Jessica Jones, recebendo muitos elogios da crítica, e isso permitiu que o personagem fosse incluído na "Lista dos 40 Maiores Vilões da TV de Todos os Tempos" da Rolling Stone.

## Publicação
O Homem-Púrpura apareceu pela primeira vez em Daredevil #4, sendo criado pelo escritor Stan Lee e pelo artista Joe Orlando.

## Biografia ficcional do personagem
Zebediah Kilgrave nasceu em Rijeka, Croácia. Um médico que virou um espião international, foi enviado para se infiltrar em uma refinaria química e foi acidentalmente atingido com um produto químico que deixou a sua pele e o cabelo de roxo. Embora ele tenha sido preso e interrogado, oferecendo um álibi fraco, ele foi liberado. Vários outros incidentes como este deram a Killgrave a capacidade de comandar a vontade de outras pessoas. Chamando-se o Homem-Púrpura, Killgrave embarcou em uma carreira criminosa.
No início da carreira criminosa, ele usou seu poder de controle da mente para forçar uma mulher a se tornar sua esposa. Depois ela se recuperou e o deixou, mas ela ficou grávida de sua filha, Kara Kilgrave. Kara herdou a sua descoloração e poderes e tornou-se afiliada dos super-heróis da Tropa Alfa utilizando o nome Purple Girl, e depois Persuasion em Alpha Flight edição #41.
O personagem praticamente desapareceu a partir aventuras na década de 1980. Ele fez mais algumas aparições no Universo Marvel, mais notavelmente na história em quadrinhos Emperor Doom. Doutor Destino usou Kilgrave para a alimentação de uma máquina chamada "psycho-prism" que permitiu Destino controlar todas as mentes de todos na Terra.
Mais tarde, ele reapareceu nas páginas de X-Man, como o cérebro por trás do ascenso de Nate Gray ao status de super-celebridade como um milagre em Nova York. Ele havia sido sutilmente manipulado a população de Manhanttan e Nate em aceitar e abraçar o jovem exílio do enredo "Age of Apocypse" com uma figura messiânica moderna.
Conforme detalhado na série Alias, o Homem-Púrpura já foi revelado para ser ligado à história de Jessica Jones. Quando ela era a super-heroína Safira, ele usou seu poder de controle mental para abusá-la, forçando ela a viver com ele a torturando psicologicamente por vários meses. Ele finalmente a manda para matar o Demolidor. O incidente com Homem-Púrpura a deixa tão traumatizada que ela deixa sua vida como um super-heroína para trás e se torna uma investigadora particular. Depois, o Homem-Púrpura escapa novamente e tenta controlar Jessica para matar os Vingadores, mas ela conseguiu a habilidade de resistir e derrubá-lo. Demolidor mais tarde prende Homem-Púrpura no the Raft, uma prisão para criminosos com super poderes.
Ele escapa brevemente, quando Electro cria um motim no the Raft. Homem-Púrpura, em seguida, tenta usar a oportunidade para o controlar a mente de Luke Cage para matar os então o futuro vingador, e ameaçar Jones, que está grávida do filho de Cage. Desconhecido para o Homem Pálido, as drogas foram colocadas em seu alimento para negar seus poderes durante sua prisão, então ele é incapaz de controlar Cage, que subseqüentemente o bate em uma polpa em resposta às suas demandas.
Mais tarde, o Homem-Púrpura retornou pouco antes (e durante) o enredo "dinastia M" e manipulou os Thunderbolts, enquanto foi manipulado por Barão Zemo, que usou as pedras de lua que ele havia adquirido recentemente para libertar Kilgrave da prisão, deixando uma ilusão em seu lugar para que as autoridades não descobrissem sua fuga. Com seus feromônios distribuídos através do sistema de água da cidade de Nova York e as pedras de lua de Zemo costumavam projetar sua voz, sempre que necessário, o Homem-Púrpura escravizava toda a cidade. Sob a direção de Zemo, ele usou os superhumanos da cidade como seu exército pessoal para atacar os Thunderbolts, a quem ele havia trabalhado para se virar um contra o outro. Eventualmente, ele foi derrotado pelo membro Thunderbolts Fóton, Depois disso, Zemo teletransporta o Homem-Púrpura de volta e tortura ele por seu fracasso antes de o mandar de volta à prisão novamente.
Durante o Scared Straight crossover entre Thunderbolts e Avengers Academy, o Homem-Púrpura é encarcerado na Penitenciária de Segurança Máxima the Raft, Quando Tigresa alerta seus estudantes da Academia para que não olhem seu rosto nem leiam seus lábios.
Durante a história "Fear Itself", Homem-Púrpura e a maioria dos presos são libertados depois que a Raft é gravemente danificada pela transformação do Juggernaut em Kuurth: Breaker of Stone e os danos subseqüentes causados pela fuga de Kuurth. Antes de escapar da Raft, o Homem do Pântano tenta matar o Mestre dos Bonecos na enfermaria da prisão e faz declarações indicando que ele estava por trás da manipulação do Mestre dos Bonecos de Misty Knight na organização Heróis de Aluguel (2010), usando-os para estabelecer uma organização criminosa por procuração enquanto encarcerado. Ele está impedido de matar o Mestre dos Bonecos pela operações dos Heróis de Aluguel Elektra e Shroud, mas Killgrave ataca os dois com uma multidão de presos. Quando os heróis se mantêm contra o ataque, o Homem-Purpura muda as táticas e as transforma contra eles. Ele posteriormente escapa do Raft através do Rio Hudson.
Homem-Púrpura mais tarde começou a formar um novo império criminal com a ajuda de Avalanche, Headhunter, Shocker, um novo Exterminador, e um novo Scourge.
Durante o tempo de Demolidor em San Francisco após a exposição de sua identidade secreta, ele encontrou os filhos do Homem-Púrpura, que herdaram os poderes de seu pai. Depois que Matt salvou os Filhos de uma multidão e seu pai, eles usam uma máquina que seu pai criou para aumentar seus poderes e apagar o conhecimento do mundo sobre a identidade de Matt como Demolidor.

## Poderes e habilidades
O corpo do Homem-Púrpura quimicamente produz feromônios que, quando inalados ou absorvidos através da pele, permitem Kilgrave controlar as ações dos outros, desde que ele esteja fisicamente presente. Essas habilidades podem sobrecarregar a maioria, mas pessoas como Doutor Destino, foram capazes de resistir aos seus poderes, e Demolidor por ser cego e os poderes dependem de manipulação sensorial completa para ser influenciado.
Na sua aparição em Alias, as habilidade de Homem-Púrpura se estenderam para funções cognitivas.[carece de fontes?]

## Outras versões
- No futuro alternativo da série de 2003 Marvel 1602, Killgrave se torna Presidente vitalício dos Estados Unidos.
- Em 2005, na história da "Dinastia M", Zebediah Killgrave (apelidado de "Zeb") é um humano sem poder que trabalha como lobista do governo controlado por mutantes, mas secretamente é um agente da Resistência Humana.[15]

## Em outras mídias

### Televisão
- Zebediah Killgrave apareceu na animação X-Men episódio "No Mutant is an Island", com voz de Cedric Smith. Nessa versão ele usa um rosto creme para esconder o roxo do púbilco.
- Homem-Púrpura aparece na série animada The Avengers: Earth's Mightiest Heroes, com voz de Brent Spiner. No episódio "The Breakout" Pt. 1, Homem-Púrpura foi mostrado como um preso da Raft. No episódio "Presidente Stark", Homem-Púrpura controla a maioria dos Vingadores em seus planos de conquistar o mundo até que Visão liberasse os Vingadores para derrotar o Homem-Púrpura.

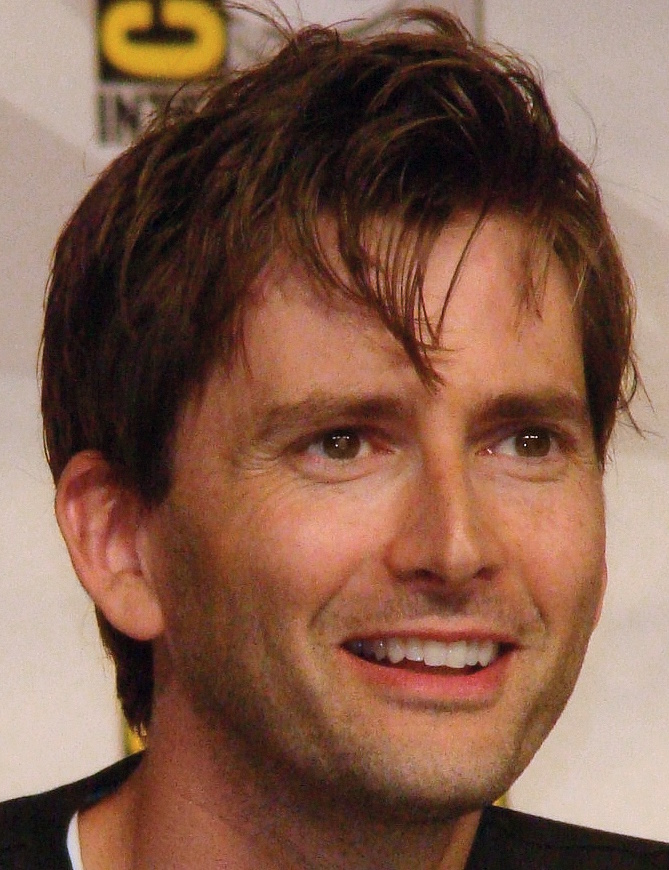
David Tennant

- Kilgrave é o principal antagonista da 1ª temporada de Jessica Jones, interpretado por David Tennant como um adulto[16] enquanto ele criança é interpretado por James Freedson-Jackson. Em vez da pele roxa dos quadrinhos, esta versão de Kilgrave usa roupas roxas e seu nome real é Kevin Thompson. Ao contrário de sua contraparte de quadrinhos, esta versão do Kilgrave pode controlar qualquer número de pessoas simplesmente dando comandos orais e pode pedir a qualquer pessoa qualquer coisa que ele diga sem estar fisicamente presente. No entanto, seus comandos só podem ser seguidos em certos períodos de tempo antes de desaparecer. Seus poderes vieram dos experimentos feitos por seus pais científicos Louise e Albert Thompson. Em 2016, Rolling Stone classificou-o em #40 na lista dos "40 Maiores Vilões da TV de Todos os Tempos".[17] Foi anunciado em agosto de 2017 que David Tennant retomaria o papel de Kilgrave na segunda temporada da série.[18]